# Позатора (Анкона)
Позатора (итал. Posatora) насеље је у Италији у округу Анкона, региону Марке.
Према процени из 2011. у насељу је живело 2316 становника. Насеље се налази на надморској висини од 82 м.